# Cinnamomum subaveniopsis
Cinnamomum subaveniopsis är en lagerväxtart som beskrevs av André Joseph Guillaume Henri Kostermans. Cinnamomum subaveniopsis ingår i släktet Cinnamomum och familjen lagerväxter. Inga underarter finns listade i Catalogue of Life.